# Nada personal
Nada personal (no Brasil intitulada Traição) é uma telenovela mexicana exibida pela Azteca e produzida por Epigmenio Ibarra em 1996. 
Foi protagonizada por Ana Colchero e José Ángel Llamas com antagonização de Demián Bichir. Existe uma continuação da novela chamada Demasiado corazón. 

## Enredo
"No es nada personal" ("Não é nada pessoal")  foram as últimas palavras que o chefe de polícia Fernando Goméz Miranda dirigiu ao popular político Rául de los Reyes, junto com sua filha Lolita de 13 anos, antes de serem assassinados após uma emboscada. Entretanto, Camila, a filha mais velha do político assassinado sobreviver e é encontrada quase morta pelo bondoso jornalista Luis Mario Goméz, filho de Fernando Goméz Miranda. Este a leva para o hospital, salvando sua vida. A partir daí os dois criam um laço sentimental forte. No entanto, o irmão de Luis, Alfonso Carbajal, comandante policial acredita que Camila é uma vítima de narcotraficantes e que sua presença pode trazer problemas para ambos, mas isso não evita dele se apaixonar perdidamente pela jovem desamparada. É aí então que os irmãos se dividem entre a duvida de saber que é a jovem e a paixão que ela desperta em ambos.
Após algum tempo Fernando descobre Camila esta viva e faz de tudo para acabar com sua vida, para então poder se casar com sua mãe María Dolores, viúva de Raúl e a quem ele ama há muitos anos. Ao resto da trama Alfonso e Fernando se dedicam a descobrir quem é Camila e o assassino de seu pai e irmã, para ao final descobrir que se trata de seu próprio pai. 

## Elenco
- Ana Colchero/Christianne Gout - Camila de los Reyes
- Rogelio Guerra - Comandante Fernando Gómez Miranda "El Águila Real"
- Lupita Ferrer - María Dolores de los Reyes
- Christianne Gout - Camila de los Reyes
- José Ángel Llamas - Luis Mario Gómez
- Demián Bichir - Comandante Alfonso Carbajal
- Anna Ciocchetti - Elsa Grajale
- Mario Zaragoza - Mateo
- Martín Altomaro - Próspero "Pop"
- Mónica Dionne - Alicia
- Vanessa Acosta - Paula
- Enoc Leano - "Mandíbulas"
- Claudia Lobo - Alma
- Pilar Ixquic Mata - Rosalba
- Víctor Huggo Martín - Víctor / Hugo
- Loló Navarro - Xóchitl
- María Renée Prudencio - Soraya
- Gloria Peralta - Mónica
- Martha Resnikoff - Ester
- Josefo Rodríguez - Esteban
- José Sefami - Marrana
- Lourdes Villarreal - Benigna
- Dunia Zaldívar - Amalia
- Claudio Obregón - Raúl de los Reyes
- Gilberto Pérez Gallardo - Lucio

## Exibição no Brasil
No Brasil foi transmitida pela Band sob o nome de Traição, entre 8 de dezembro de 1997 e 29 de maio de 1998 ás 19h em 135 capítulos, substituindo a venezuelana María Celeste e sendo substituída por Serras Azuis..

## Versões
- Em 2017 foi feito uma remake homônimo da telenovela pela própria TV Azteca.